# Fritz Fischer (historien)
Pour les articles homonymes, voir Fischer et Fritz Fischer.
Fritz Fischer, né le 5 mars 1908 à Ludwigsstadt et mort le 1er décembre 1999 à Hambourg, fut un historien allemand qui fut professeur à l’université de Hambourg. Dans les années 1960, son travail fut au centre d'une controverse historiographique, qui s'est peu à peu transformée en débat de société d'abord en Allemagne de l'Ouest mais ensuite aussi en Allemagne de l'Est.

## Biographie
Spécialiste d'histoire moderne, Fischer fut nommé professeur à l'université de Hambourg en 1942. Membre du parti nazi et des SA, il anima à partir de 1942 jusqu'à la fin de la guerre des conférences sur « l'invasion de la juiverie dans la culture et la politique ».
Fischer fut l’un des premiers historiens allemands à développer une version négative du Sonderweg et à voir dans l’avènement du Troisième Reich l’aboutissement de la voie prise politiquement par l’Allemagne depuis le XIXe siècle.
Appuyé sur une documentation très importante, il mit en avant la continuité de la politique étrangère allemande entre le début du XXe siècle et 1945 en démontrant que les divergences sur les buts de guerre entre les principaux partis politiques représentés au Reichstag formulées entre 1914 et 1918 se réduisaient à des nuances de forme ou d'ampleur. Fischer est notamment connu pour ses thèses sur les causes de la Première Guerre mondiale, dont il attribuait la responsabilité à l’Empire allemand, et son ouvrage Les Buts de guerre de l'Allemagne impériale (1961) fut l’objet de l’une des plus importantes controverses historiques de l’Allemagne d’après-guerre : la controverse Fischer.

## Critiques
Les recherches de Fischer sont aujourd'hui critiquées surtout au plan méthodologique. On lui reproche d'avoir inventorié en détail les archives nationales de l'État allemand sans les avoir replacées dans le contexte de la politique des autres États d'Europe. Bien évidemment, cela écarte d’emblée la possibilité d'une responsabilité partagée du conflit,,.
Les contradicteurs de Fischer insistent aussi sur les prises de position et les ambitions des autres belligérants à la veille du conflit. Ainsi, la mobilisation prématurée de l'armée russe constituerait un facteur d'escalade non moins important que le chèque en blanc de l'Allemagne à l'Autriche-Hongrie le 5 juillet 1914. La France aussi avait des objectifs de guerre explicites de longue date. Depuis sa défaite lors de la guerre franco-prussienne en 1870, elle s'est engagée dans une voie de revanche contre l'Allemagne et la reconquête de l'Alsace et de la Lorraine,.
Georges-Henri Soutou considère les travaux de Fischer comme ayant une portée significative concernant la vision de la Grande guerre outre-Rhin. En effet, un consensus s’établit par la suite en voyant le Reich comme le premier — mais non l'unique — responsable du conflit. Ce consensus est revu et remis en cause dans les années qui suivent.

## Publications
- Moritz August von Bethmann Hollweg und der Protestantismus. Religion, Rechts- und Staatsgedanke, Ebering, Berlin, 1938, 376 p.
- (de) Fritz Fischer, Griff nach der Weltmacht : die Kriegszielpolitik des kaiserlichen Deutschland 1914/18, Dusseldorf, Droste, 1971 (1re éd. 1961) [détail des éditions].
  - Fritz Fischer (trad. Geneviève Migeon et Henri Thiès), Les Buts de guerre de l'Allemagne impériale (1914-1918), Paris, Éditions de Trévise, 1970, 654 p. [détail de l’édition].
- (de) Weltmacht oder Niedergang. Deutschland im Ersten Weltkrieg, Europäische Verlagsanstalt, coll. « Hamburger Studien zur neueren Geschichte » no 1, Francfort-sur-le-Main, 1965, 109 p. ; 2e éd., 1968, 117 p.
- (de) Krieg der Illusionen. Die deutsche Politik von 1911 bis 1914, Droste, Düsseldorf, 1969, 805 p. ; 2e éd., 1970, 805 p.
- (de) Der erste Weltkrieg und das deutsche Geschichtsbild. Beiträge zur Bewältigung eines historischen Tabus, Droste, Düsseldorf, 1977, 368 p.  (ISBN 3-7700-0478-7)
- (de) Bündnis der Eliten. Zur Kontinuität der Machtstrukturen in Deutschland 1871-1945, Droste, Düsseldorf, 1979, 122 p.  (ISBN 3-7700-0524-4)
- Juli 1914: Wir sind nicht hineingeschlittert. Das Staatsgeheimnis um die Riezler-Tagebücher. Ein Streitschrift, Rowohlt, coll. « rororo » nº 5 126, Reinbek bei Hamburg, 1983, 125 p.  (ISBN 3-499-15126-X)
- (de) Hitler war kein Betriebsunfall. Aufsätze, C.H. Beck, coll. « Beck’sche Reihe » no 459, Munich, 1992, 271 p.  (ISBN 3-406-34051-2)